# 有理型関数

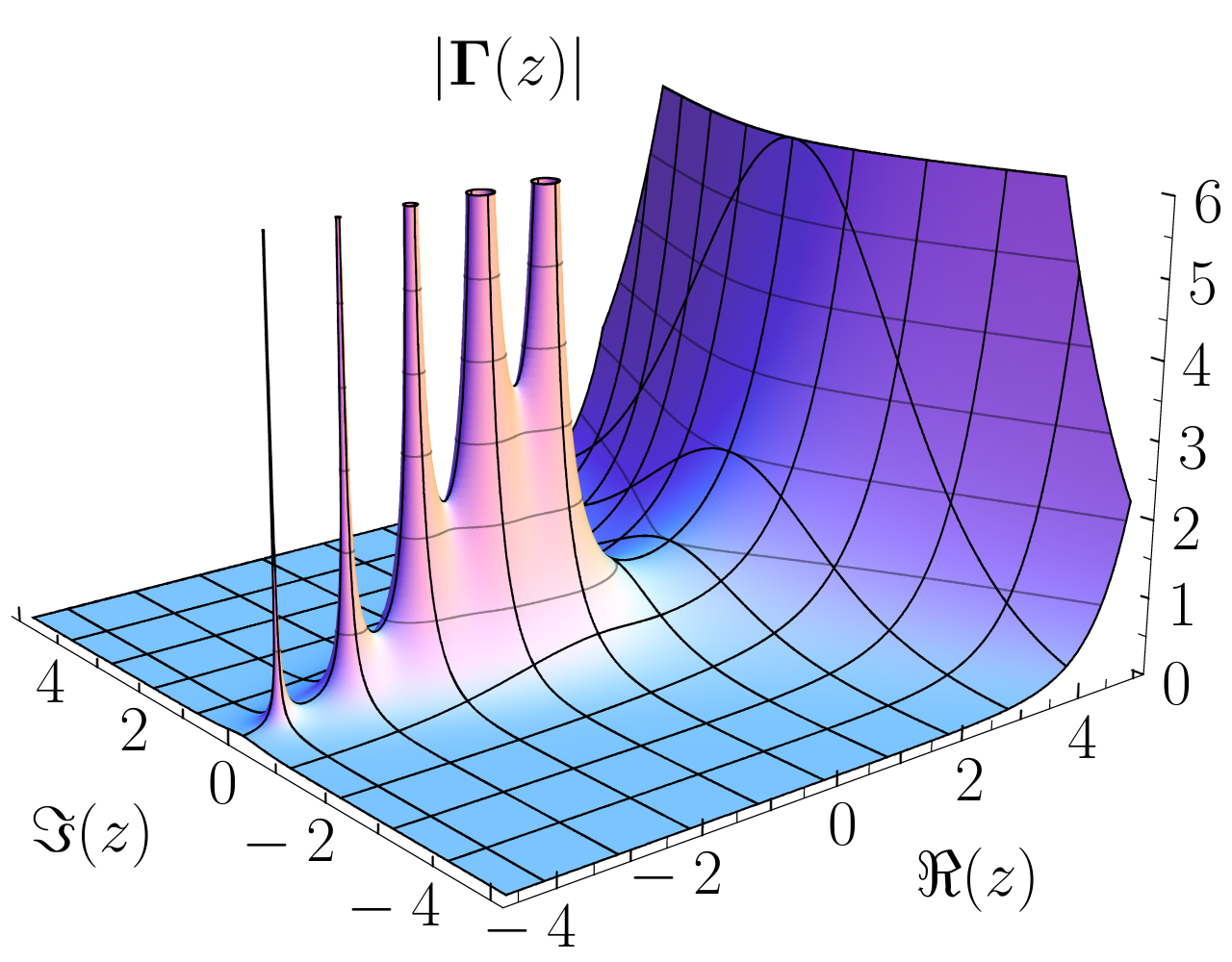
ガンマ関数は全複素平面で有理型である。

複素解析において、有理型関数（ゆうりけいかんすう、ゆうりがたかんすう、英: meromorphic function）あるいは、関数が有理型（ゆうりけい、meromorphic）であるとは、（複素数平面あるいは連結）リーマン面のある領域で定義され、その中で極（仮性特異点）以外の特異点を持たない解析関数（特異点以外では正則な関数）であって極全体の集合が離散集合であるような複素関数のことを指す。
有理型関数は正則関数の商として表すことができ、その分母となる正則関数の零点が元の有理型関数の極となる（分母は定数関数 0 ではない）。

## 例
多項式関数は正則であるから、例えば {\displaystyle f(z)={\frac {z^{3}-2z+1}{z^{5}+3z-1}}} のような有理関数は全て C 上有理型である。また、関数 {\displaystyle f(z)={\frac {\exp z}{z}}} や {\displaystyle f(z)={\frac {\sin z}{(z-1)^{2}}}} も C 上有理型で、ガンマ関数やリーマンのゼータ関数も同様である。
一方、対数関数 {\displaystyle f(z)=\log z} や {\displaystyle f(z)=\exp \left({\frac {1}{z}}\right)} は C 上有理型でない。例えば後者は {\displaystyle z=0} に真性特異点を持つ。

## 性質
- 有界閉領域上で定義される 0 でない有理型関数は、零点も極も有限個しか持たない。
- 解析接続を使って除きうる特異点を解消してやれば、有理型関数同士で四則演算をとったものはやはり有理型である（勿論除法に関して、定数関数 {\displaystyle 0} で除することは除く）。従って、（同じ領域で定義される）有理型関数の全体の成す集合は体を成す。この体は複素数体の拡大体である。

## 言い換え
リーマン面の言葉で言えば、有理型関数というのは、「リーマン球面への正則関数であって、常に {\displaystyle \infty } の値をとる定数関数ではないもの」ということと同じである。このとき有理型関数の極とはリーマン球面の無限遠点 {\displaystyle \infty } へ移される複素数のことである。